# Pamięć świadoma
Pamięć świadoma jest to władza (funkcja) umysłu, za której pomocą sięgamy do naszych przeszłych doświadczeń i dzięki której możemy wykorzystywać pochodzące z doświadczenia i mentalnej aktywności (refleksji) informacje.

## Pamięć świadoma, ujęcie klasyczne
Ważnym aspektem świadomości, według klasyka psychologii procesów poznawczych Williama Jamesa, jest zdolność do poznania siebie a więc samoświadomość i tożsamość. Znaczenie właśnie tego aspektu świadomości bierze się stąd, że świadome postrzeganie czegokolwiek, jest, jak twierdzi James zawsze w jakimś stopniu postrzeganiem siebie. Ponieważ  wiedza-o-sobie-samym jest informacją bardzo zmienną James dla jej opisu stosuje słynną metaforę strumienia myśli, odczuć, uczuć, doświadczeń kształtujących indywidualną świadomość i samoświadomość. Nad zmiennością i płynnością procesów poznawczych góruje funkcja pamięci, która buduje świadomość ciągłości i jednostkowości podmiotu poznającego. James wskazuje na funkcjonalny aspekt pamięci, która jest w jego ujęciu żywym i aktualnym procesem w każdej chwili ujednolicającym i stabilizującym podmiotową tożsamość człowieka. 
James zwraca uwagę na to, że w swoim wymiarze materialnym pamięć korzysta z tej samej grupy połączeń nerwowych co wyobraźnia. Ten fizykalny fakt ma swoje mentalne konsekwencje gdyż nie możemy w pełni różnicować informacji „zapamiętanej” od „wyimaginowanej”. Z drugiej strony pamięć i postrzeganie są pobudzane innymi drogami nerwowymi, zatem obraz świata zapamiętany różni się od zaobserwowanego.
Pamięć zdaniem Jamesa wspomaga, czy wręcz umożliwia budowanie różnych warstw osobowej tożsamości.
Współcześnie znaczenie terminu termin pamięć świadoma zawiera się w terminie Pamięć deklaratywna

## Pamięć deklaratywna
Jeden z rodzajów pamięci długotrwałej, wyróżniany obok pamięci niedeklaratywnej. W literaturze przedmiotu obecne jest także pojęcie "pamięć jawna" lub "pamięć świadoma", jako synonim pamięci deklaratywnej. Dzieje się tak, ponieważ dane z pamięci deklaratywnej mogą być stosunkowo łatwo wydobyte i uświadomione w odróżnieniu od danych gromadzonych przez pamięć niedeklaratywną ("pamięć nieświadomą" lub "pamięć niejawną").
Cechy pamięci deklaratywnej (świadomej):
- Przechowuje informacje, które odpowiadają na pytanie: "wiem, że...". Na przykład: "Koń jest zwierzęciem", "Wczoraj byłem na fajnym filmie".
- Składa się z dwóch podsystemów: pamięci epizodycznej i pamięci semantycznej
- Przechowuje informacje w postaci abstrakcyjnych lub konkretnych reprezentacji językowych (np. "Mój rower jest czerwony. Rowery to pojazdy"}
- Wydobycie informacji z pamięci deklaratywnej jest względnie niezależne od kontekstu – w dowolnej chwili mogę sobie przypomnieć jak wygląda mój przyjaciel i opisać go.
- Wydobycie informacji wymagać może czasu i wysiłku.
- Gdy wydobywamy informacje z pamięci deklaratywnej aktywowane są w mózgu: hipokamp i kora płatów czołowych. Uszkodzenie hipokampa prowadzi do niemożności gromadzenia nowych informacji w pamięci deklaratywnej (choć możliwe jest gromadzenie danych w pamięci niedeklaratywnej – np. pamięci proceduralnej). O osobie z uszkodzonym hipokampem opowiada film Memento (zobacz też: niepamięć następcza). Podobne rezultaty dać może uszkodzenie płatów czołowych, odpowiedzialnych za gromadzenie niektórych informacji.

Pamięć deklaratywną dzieli się zwykle na dwa rozłączne podsystemy: pamięć epizodyczną i pamięć semantyczną.
Zobacz też: pamięć niedeklaratywna
Pamięć proceduralna